# パオロ・ガルビシ
パオロ・ガルビシ（Paolo Garbisi、2000年4月26日 - ）は、トップ14RCトゥーロンに所属するイタリア・ヴェネツィア出身のラグビーユニオン選手。イタリア代表。

## プロフィール
- ポジションはスタンドオフ(SO)。
- 身長 183cm、体重 93kg
- U20イタリア代表に選ばれたことがある[2]。
- イタリア代表キャップは31（2024年10月現在）でラグビーワールドカップ2023のイタリア代表に選ばれた。

## 略歴
モグリアーノ、ペトラルカを経て、2020年、ベネットンに加入。
2021年、モンペリエに加入。
2024年、RCトゥーロンに加入。